# Thylamys pusillus
Thylamys pusillus là một loài động vật có vú trong họ Didelphidae, bộ Didelphimorphia. Loài này được Desmarest mô tả năm 1804.